# DX Century Club
DX Century Club（DXセンチュリー・クラブ、DXCC）は、世界中の100以上の「エンティティ」（アワードの授与規則に記載されている世界の地理的な区分） のアマチュア無線局と交信をすることで加入できるアマチュア無線家のクラブであり、その会員証はアワードとみなされている。

## 概要
このアワードはアメリカ無線中継連盟(ARRL)が発行しており、同連盟の登録商標である。世界中のアマチュア無線家が申請することができるが、アメリカ合衆国とその属領、プエルトリコからの応募者はARRL会員でなければならない。双方向通信に成功したことのQSLカードまたはLogbook of The World(LoTW)による証明を、ARRLに提出して確認を受ける必要がある。DXCCの賞状には日付とシリアルナンバーが付けられており、世界的なアマチュア無線のコミュニティーにおいて、所有者がDXer（遠距離無線通信愛好家）であることの証しとして広く認められている。
DXCCのエンティティのほとんどは国である。そして、何らかの明確な政治的・地理的な区別性を持った地域は所属国とは別のエンティティとなっている。例えば、ハワイ州はアメリカ合衆国の一部であるが、アメリカ合衆国本土と距離が離れているため、本土とは別エンティティとなっている。エンティティの包含・排除の基準は何度か改訂されている。

## 歴史
アマチュア無線が発展するにつれて、いくつかの遠距離通信に対するアワードが創設された。早ければ1926年に国際アマチュア無線連合(IARU)がWorked All Continents(WAC)の発行を開始した。1934年にR/9誌はWorked All Zones(WAZ)を創設した。ARRLは1932年にアワードの発行を検討し始め、1935年に「カントリー」を構成するものの基準を提示した。最初のDXCCアワードは1937年に授与されたが、第二次世界大戦中は中断していた。1945年11月15日にアメリカのアマチュア無線が解禁され、DXCCアワードプログラムは再開された。

## 基本アワード
ルールに記載されている周波数帯または送信モードを使用して、少なくとも100のエンティティとの双方向アマチュア無線通信をした証拠をARRLに提出することで、以下の16の基本DXCCアワードが授与される。
周波数帯に関係なく、以下の通信モードで通信することで、以下の5つのモードベースアワードが受賞できる。
- 混合 (Mixed) - 通信モードを問わない
- 電話 (Phone)
- 電信 (CW)
- テレタイプ (Digital)
- 衛星 (Satellite)

通信モードに関係なく、以下の11の周波数帯で通信することで、以下の11のシングルバンドアワードが受賞できる。
- 1.8MHz帯（英語版） (160 meters)
- 3.5MHz帯（英語版） (80 meters)
- 7MHz帯（英語版） (40 meters)
- 10MHz帯（ドイツ語版） (30 meters)
- 14MHz帯（英語版） (20 meters)
- 18MHz帯（ドイツ語版） (17 meters)
- 21MHz帯（英語版） (15 meters)
- 24MHz帯（ドイツ語版） (12 meters)
- 28MHz帯（英語版） (10 meters)
- 50MHz帯（英語版） (6 meters)
- 144MHz帯（英語版） (2 meters)

## 追加申請
最初の100エンティティを超えて交信すると、賞状に添付する追加ステッカー(endorsement sticker)が授与される。ほとんどのDXCCアワードには、150、200、250、275、300エンティティの追加ステッカーがあり、300エンティティ以上については5エンティティごとに授与される。DXCC会員徽章（ラペルピン） も用意されている。
2018年1月現在、公開されている「現行」(current)の DXCCエンティティリスト には340のエンティティがある。最近追加されたのは、2010年10月13日に追加された旧オランダ領アンティル、2011年7月14日の南スーダン、2018年1月21日のコソボ共和国である。また、「削除済み」(deleted)として62のエンティティがリストされている。それらは、現行のDXCCエンティティリストにリストされているときに通信が行われ、通信が行われたことがARRLによって確認・検証された後に、エンティティとなる条件を満たさなくなったものである。この例には、チェコスロバキアなどのかつて存在した国やフランス領西アフリカのような植民地地域、または現在のDXCC規定では対象外となる海面下に沈む陸地（キングマン・リーフなど）が含まれる。これにより、長年DX通信を続けているアマチュア無線家が、現行の340エンティティ全てと通信していなくても、削除済みのエンティティを含めると340エンティティと通信しているという状況が生まれ得る。

## 5バンドDXCC
5バンドDXCCアワード は、80、40、20、15、10メートル帯のそれぞれで、現行のDXCCリスト上の100以上のエンティティとの双方向通信を実施してそれが確認されたアマチュア無線家に贈られる。160、30、17、12、6、2メートル帯のいずれかで、現行のDXCCリスト上の100以上のエンティティと通信し確認が取れると、1バンドごとに 追加申請 が行える。5バンドDXCC受賞盾 も販売されている。

## DXCCオナーロール
現行のDXCCリスト上の340エンティティのうち、未交信のエンティティが10未満となったアマチュア無線家は、DXCC名誉会員一覧（DXCCオナーロール）に記載される資格を得る。オナーロールの資格保有者は、賞状に貼る オナーロール追加ステッカー を受け取り、他に オナーロール襟章 や オナーロール記念盾 を受け取ることができる。通信モード別のオナーロールには、Mixed（全モード）・Phone（電話）・CW（電信）・Digital（ラジオテレタイプ）がある。

## DXCCナンバー1オナーロール
現行のDXCCリストの全340エンティティと通信してそれが確認されたアマチュア無線家は、ナンバー1オナーロール(#1 Honor Roll)の 記念盾 を受け取ることができる。ナンバー1オナーロールの資格者は、ナンバー1オナーロールの追加ステッカーを受け取り、他に記念盾と ナンバー1オナーロール襟章 を受け取ることができる。通信モード別のナンバー1オナーロールには、Mixed（全モード）・Phone（電話）・CW（電信）・Digital（ラジオテレタイプ）がある。

## DXCCチャレンジ
DXCCチャレンジアワード は、160〜6メートルの周波数帯と現行のDXCCリスト上のエンティティの任意の組み合わせ（バンド・エンティティ）について、1000以上のバンド・エンティティと交信したアマチュア無線家に贈られる。毎年末にDXCCチャレンジの合計が最も高いアマチュア無線家に デソトカップ(Desoto Cup)が授与される。デソトカップは、オリジナルのDXCCプログラムに影響を与えた 1935年のQST誌の記事 を書いたクリントン・B・デソト(W1CBD)の栄誉を称えるものである。2位と3位の受賞者には銀メダル・銅メダルが贈られる。前年の優勝者が再び優勝した場合は金メダルが授与される。毎年、ARRLはデソトカップの優勝者と、 3000バンド・エンティティを超えた競争者を発表する。

## QRP DXCC
QRP DXCCアワード は、5ワット以下の出力（アンテナの給電点で測定。一般的には送信機の同軸ケーブル出力）で100以上のエンティティと更新したアマチュア無線家に贈られる。申請の際にQSLカードを提出して確認を受ける必要はなく、申請者の署名のみで申請できる。

## 衛星DXCC
上記に挙げた基本DXCCアワードは、アマチュア衛星・レピーター等を用いた通信は使用できない が、衛星DXCCアワード はアマチュア衛星を用いて100以上のエンティティと交信すると授与される。